# كازيميرز بايدزيور
كازيميرز سلفستر بايدزيور (بالبولندية: Kazimierz Sylwester Paździor)‏ (4 مارس 1935 – 24 يونيو 2010) هو ملاكم بولندي راحل، مثّل بلاده في الألعاب الأولمبية الصيفية 1960 وحقق الميدالية الذهبية في فئة الوزن المتوسط.

## روابط خارجية
كازيميرز بايدزيور على موقع أوليمبيديا (الإنجليزية)
- كازيميرز بايدزيور على موقع اللجنة الأولمبية البولندية (مؤرشف) (البولندية)